# Voom:Voom
Voom:Voom was een Duits-Oostenrijkse formatie die housemuziek produceerde.
De groep bestond uit Christian Prommer, Peter Kruder en Roland Appel. Het is voor de leden niet de primaire groep waar ze in zitten. Prommer en Appel zijn onderdeel van Trüby Trio en Kruder is de helft van Kruder & Dorfmeister. Voom:Voom was in 2000 voor het eerst actief met enkele Nu jazz-singles. In 2003 koerste Voom:Voom echter meer richting house met de single Baby³. Daarna is het weer een tijdje stil tot in 2006 het album Peng Peng voor het Studio !K7-label wordt uitgebracht. Een leadsingle wordt daarvan niet getrokken maar de tracks worden op vier zeer gelimiteerde ep's uitgebracht. Ook hier wordt een housegeluid ten gehore gebracht. In 2009 wordt er ook nog een album met remixes hiervan gemaakt. Daarna verdwijnt Voom:Voom in de ijskast.

## Discografie

### Albums
- Peng Peng (2006)
- Mixes (2009)